# Йохана фон Саарбрюкен
Йохана фон Саарбрюкен (на немски: Johanna von Saarbrücken, на френски: Jeanne de Sarrebruck-Commercy; * вер. 1330; † октомври 1381) е наследничка на Графство Саарбрюкен, дама дьо Комерци (1381) и чрез женитба графиня на Насау-Вайлбург.

## Произход
Тя е единствената дъщеря наследничка на граф Йохан II фон Саарбрюкен († 11 март 1381) и съпругата му Жилет дьо Бар-Пирефор († 1356/1362), дъщеря на Пиер от Бар († сл. 1349), господар на Пирефорт. Внучка е на граф Теобалд II от Бар.

## Фамилия
Йохана се омъжва 1353 г. за граф Йохан I фон Насау-Вайлбург (* 1309; † 20 септември 1371, Вайлбург). Тя е втората му съпруга. Те имат децата:
- Йохан († 6 октомври 1365)
- Филип (* 1368; † 1429), последва баща си в Насау-Вайлбург
- Йохана (* 1362; † 1383), ∞ (1377) Херман II († 1413), ландграф на Хесен
- Йоханета († 1365)
- Агнес († 1401), ∞ (1382) Симон III Векер († 1401), граф на Цвайбрюкен-Бич
- Шонета († 1436), ∞ (1384) Хайнрих X фон Хомбург († 1409); ∞ (1414) херцог Ото фон Брауншвайг-Остероде († 1452)
- Маргарета († 1427), ∞ (1393) Фридрих III († 1444), граф на Велденц.